# Eusocialidad

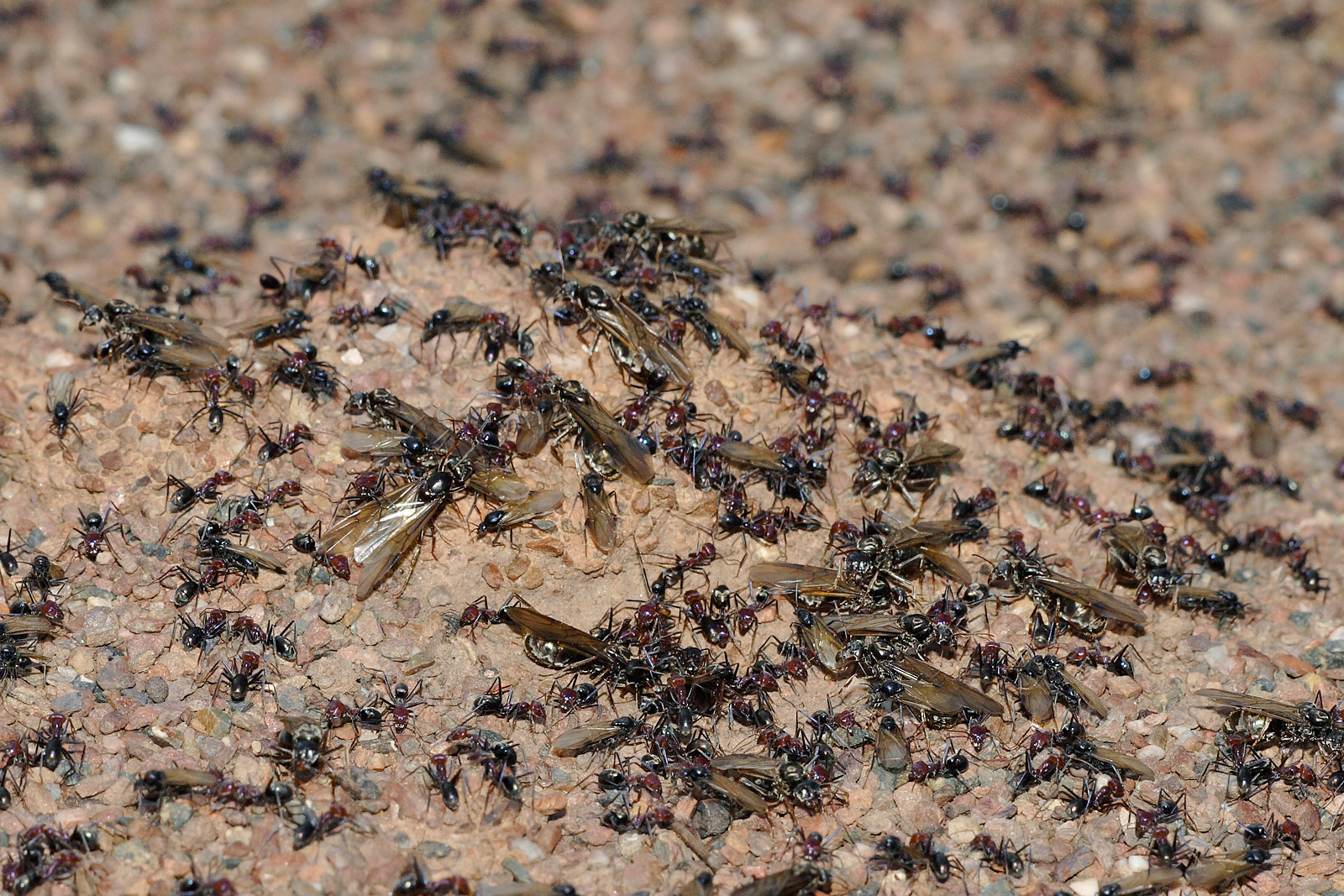
Salida en enjambre de una colonia de hormigas.

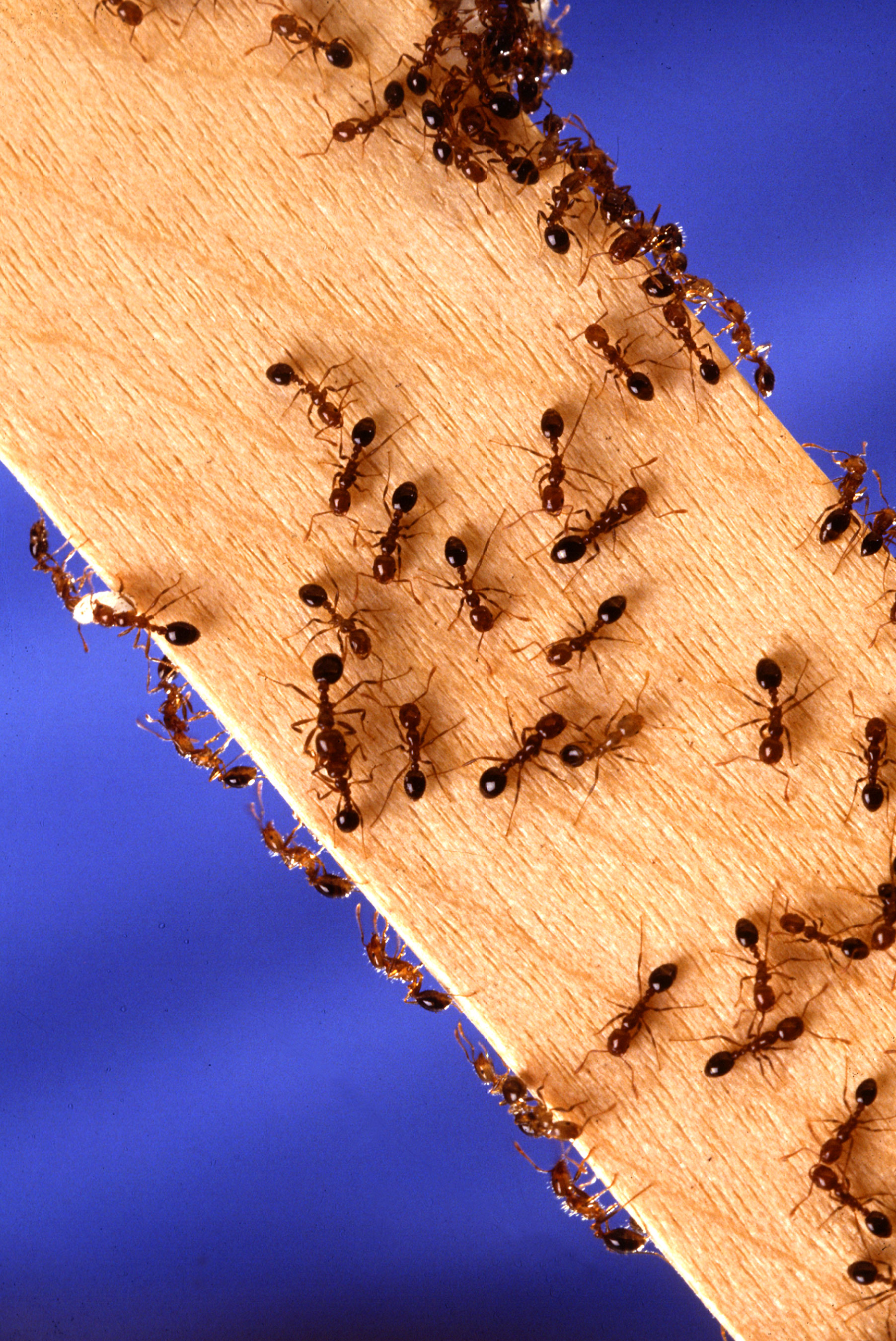
Hormiga de fuego (Solenopsis invicta).

La eusocialidad (en griego "eu": "bueno/real" + "social") es el nivel más alto de organización social que se da en ciertos animales, con las siguientes características: viven juntos dos o más generaciones, los adultos cuidan de las crías y los miembros están divididos en una casta reproductora y una casta no reproductora.
Existe en ciertas especies de insectos, crustáceos y mamíferos. Entre los insectos están las hormigas, especies de abejas de los géneros Apis y Bombus y de la tribu Meliponini, especies de avispas de la familia Vespidae (todos del orden Hymenoptera), las termitas (infraorden Isoptera del orden Blattodea) y también algunos miembros de Thysanoptera y algunos pulgones. Synalpheus regalis es un tipo de gamba que exhibe comportamiento eusocial. En los vertebrados se da la eusocialidad solo en algunas especies de mamíferos de la familia Bathyergidae, la rata topo lampiña Heterocephalus glaber y el Cryptomys damarensis son los únicos mamíferos eusociales conocidos.

## Terminología
El término «eusocial» fue creado en 1966 por Suzanne Batra en referencia a ciertas abejas de la familia Halictidae. En 1971 E. O. Wilson le dio un significado más preciso. Al principio se refería a aquellos organismos que reunían ciertas características (originalmente solo los invertebrados); después se amplió.

## Descripción
Los tipos de vida social se pueden agrupar en diferentes categorías, incluyendo, además de eusocial las siguientes: presocial, subsocial, semisocial, parasocial y quasisocial. Todos estos distintos niveles se dan en ciertos insectos, especialmente en los del orden Hymenoptera.
Sus características son:
1. Los adultos cuidan de las crías.
2. En un nido viven dos o más generaciones.
3. Los miembros están divididos en casta reproductora “real” y en casta no reproductora “obrera”.

## Evolución de la eusocialidad

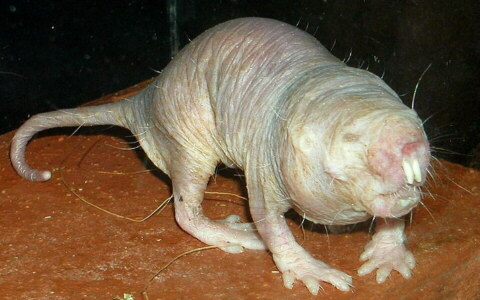
Rata topo lampiña (Heterocephalus glaber, familia Bathyergidae).

La eusocialidad ha evolucionado independientemente por lo menos 20 veces en insectos. En hormigas y avispas apareció por primera vez en el Cretácico medio y en abejas en el Cretácico tardío.

### Animales solitarios
Se toma como punto de partida en esta evolución la vida de los animales que no tienen comportamiento social. En el caso de los insectos solitarios, los padres tienen una vida corta que termina, generalmente, con el apareamiento y la puesta de los huevos. Debido a esto no llegan a conocer a sus descendientes aunque, a veces, puedan depositar sus huevos en las proximidades del alimento o les dejen provisiones para su desarrollo. Los descendientes nacidos no mantienen entre ellos relaciones, pues muy tempranamente se dispersan y emprenden vida solitaria.

### Animales  presociales
Presentan cualquier grado de comportamiento social más allá del sexual, pero que no llega a la verdadera sociabilidad (eusocialidad) (Wilson, 1965). Dentro de esta amplia categoría en el caso de los insectos presociales pueden reconocerse una serie de estadios sociales inferiores:
- Insectos subsociales: es el tipo más extendido que practican trece órdenes de insectos. Los adultos cuidan de sus larvas durante algún periodo de tiempo.
- Insectos parasociales: término introducido en 1969 por Michener para denominar a los estados presociales en los que los miembros de la misma generación interactúan entre sí y matiza con las categorías:
  - Insectos comunales: los miembros de la misma generación usan el mismo nido, sin cooperación en el cuidado de la cría.
  - Insectos cuasisociales: los miembros de la misma generación usan el mismo nido y la prole es atendida de forma cooperativa, pero cada hembra aún pone huevos en algún momento de su vida.
  - Insectos semisociales: el nido comunal contiene miembros de la misma generación, colaborando en el cuidado de la cría, pero existe división de tareas reproductoras con algunas hembras (reinas) poniendo huevos mientras que sus hermanas actúan de obreras y raramente ponen huevos. Difiere de la eusocialidad en que las obreras son hermanas de las reinas y no hijas. Algunas abejas y avispas entran en esta clasificación.

### Animales eusociales

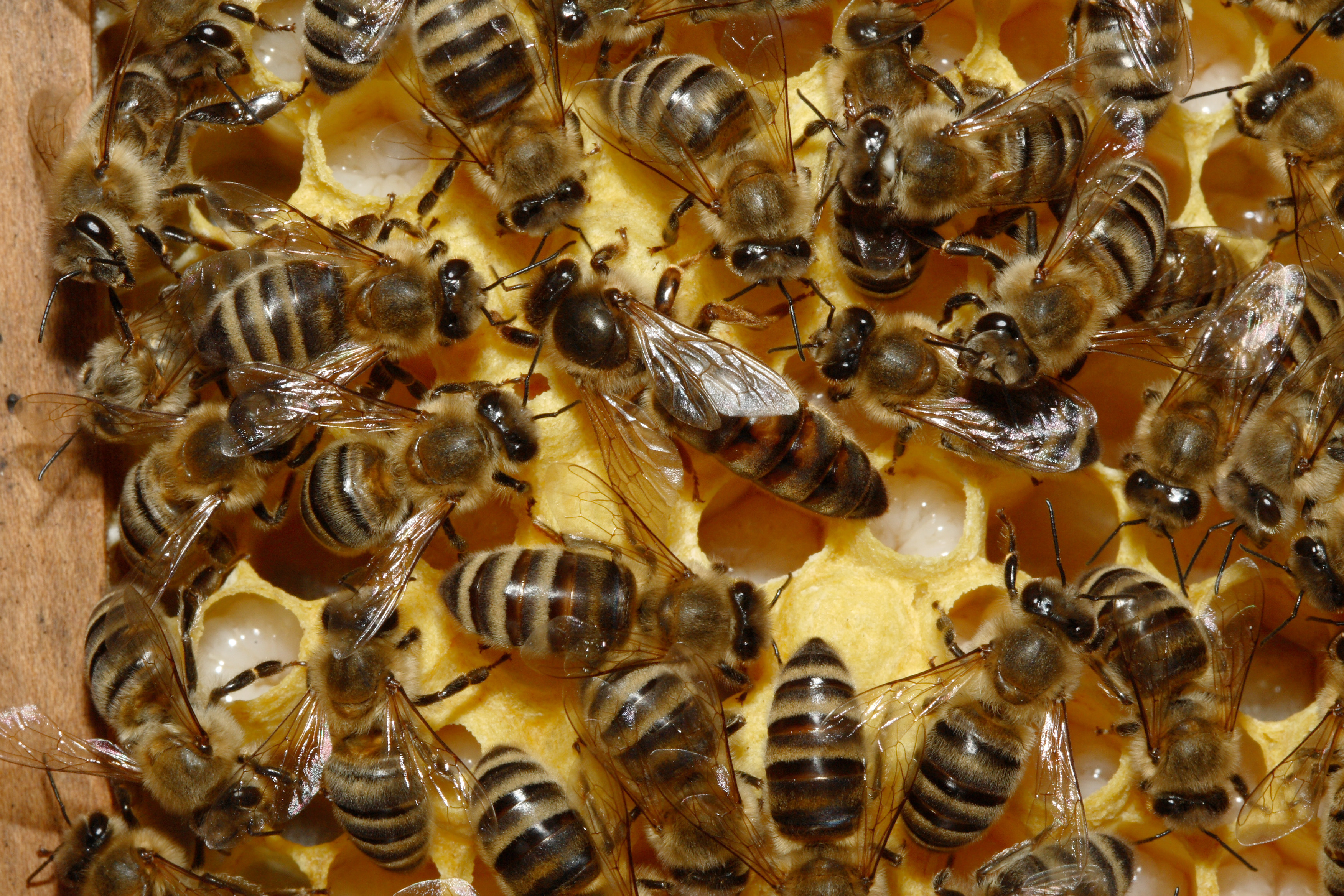
Abejas obreras y reina Apis mellifera.

Cooperan en el cuidado de la cría y generalmente tienen castas estériles. Existe solapamiento de generaciones con longevidad elevada de la casta reproductora. Generalmente las hembras obreras estériles son hijas, no hermanas de la reina. En el caso de los insectos eusociales, estos comprenden a todas las hormigas y termitas así como algunos grupos de abejas (por ejemplo en la familia Apidae, tales como abejas melíferas, abejorros y abejas sin aguijón) y de avispas sociales Vespidae, además de los otros ejemplos ya mencionados en la introducción.

#### Distribución de tareas
En una colonia de insectos eusociales existen una variedad de tareas que se distribuyen entre los miembros de la colonia. Están incluidos: forrajeo, cuidado de la cría y protección del nido. Existen distintos tipos de sistemas de distribución de tareas, uno es polimorfismo, donde las castas y sus tareas están determinadas por diferencias genéticas, otro es polifenismo, en que las castas difieren por razones ambientales, por ejemplo, alimentación. Estos tipos se dan en termitas y hormigas. Algunos miembros son mucho más grandes y tienen mandíbulas más poderosas y su función es la defensa del nido. En las hormigas se dan tanto polimorfismo como polifenismo. Otro sistema es el que se encuentra en las colmenas de la abeja doméstica, en que las obreras realizan ciertas tareas según la edad. Esto es llamado polietismo temporal. Generalmente, las obreras más jóvenes realizan tareas dentro del nido, y después de cierta edad salen a forrajear. Dentro de cierta medida, tienen la capacidad de cambiar de actividades según las condiciones y demandas. Este tipo de distribución de tareas también se da en algunas especies de avispas sociales, como Vespula germanica.